# Lilla Bässahära
Lilla Bässahära är ett skär i Åland (Finland). Det ligger i Skärgårdshavet och i kommunen Kökar i landskapet Åland, i den sydvästra delen av landet. Ön ligger omkring 78 kilometer öster om Mariehamn och omkring 210 kilometer väster om Helsingfors.
Öns area är 0,8 hektar och dess största längd är 140 meter i sydväst-nordöstlig riktning. Trakten är glest befolkad. Det finns inga samhällen i närheten.